# Codex Bobbiensis
Il Codex Bobbiensis, noto anche come Codex Bobiensis (sigla k, VL1 di Beuron) è uno dei più antichi manoscritti latini del Nuovo Testamento. Il testo è frammentario e contiene parti del Vangelo secondo Marco (Marco 8:8-Marco 16:8) e del Vangelo secondo Matteo (Matteo 1:1-Matteo 15:36).
Il Codex Bobbiensis è l'unico testimone del "finale breve" di Mc 16:8, ma non del finale lungo di Mc 16:20.
Il codice è scritto nel tipo testuale occidentale. Può essere visualizzato in 192 immagini nel sito https://bobbiensis.sib.swiss/.

## Storia
Probabilmente fu scritto in Nord Africa ed è datato al IV o V secolo. In seguito, fu portato nel Monastero di Bobbio. È stato tradizionalmente attribuito a san Colombano, che morì nel monastero da lui fondato nel 615. Oggi è conservato presso la Biblioteca Nazionale Universitaria di Torino (sigla G VII 15; già CVII saec. IV).
I ricercatori, confrontando il Codex Bobiensis con le citazioni delle opere di san Cipriano del III secolo, pensano che possa rappresentare una pagina della Bibbia che quest'ultimo usava quando era vescovo di Cartagine. Uno studio paleografico della scrittura ha stabilito che si tratta di una copia di un papiro del II secolo.

## Matteo 8
In Matteo 8:12 presenta una variante testuale che rende il verbo greco antico ἐξελεύσονται ("andranno fuori", "usciranno") invece della versione ufficiale ἐκβληθήσονται (saranno cacciati).
Questa variante si riscontra solamente in altri due manoscritti in lingua greca (Codex Sinaiticus e Codex Climaci Rescriptus), nel codice syrc, s, p, pal, e nel Diatessaron.

## Marco 16
Dopo Marco 16:3 si legge:
(Novum Testamentum Graece)
Il testo richiede alcune congetture. Bruce Metzger fornisce la seguente traduzione:
(Metzger, Bruce, The Textual Commentary on the Greek New Testament)
Il finale breve è il seguente:
tradotto come: